# سکس سریع

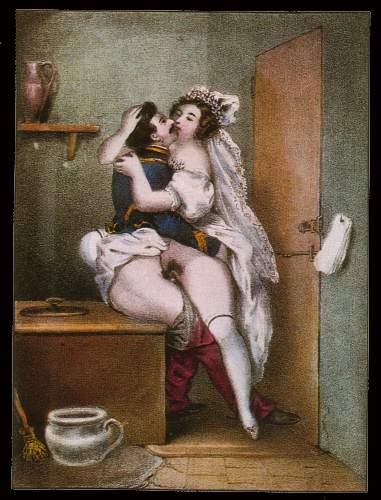
در سکس سریع معمولاً زمان زیادی برای تحریک مناسب نمی‌گذارند و همچنان زمان زیادی برای درآوردن لباس‌ها ندارند.

سکس سریع (به انگلیسی: Quickie) به آمیزش جنسی سریع و با عجله میان زن و مرد گفته می‌شود که مرد سریعاً بدون پیش نوازی دخول را انجام داده و بعد از آن انزال صورت می‌گیرد. در این نوع آمیزش مردان لذت بیشتری نسبت به زنان می‌برند، در فرهنگ عامیانه به آن سکس حیوانی نیز اطلاق می‌شود و معمولاً در حالت شهوانی خیلی بالا اتفاق می‌افتد.

## توضیح
در سکس سریع معمولاً به علت نبود زمان کافی، عشق بازی نادیده گرفته می‌شود. زنان ممکن است زمان کافی برای روغن کاری طبیعی نداشته باشند.  در یک رویارویی برنامه ریزی شده، ممکن است همسران به گونه ای لباس بپوشند که زمان لازم برای درآوردن لباس را کاهش دهد. به عنوان مثال، یک زن ممکن است یک دامن گشاد یا لباس زیر فاق باز بپوشد، جوراب شلواری که کنار زده شود یا لباس زیر، به خصوص جوراب شلواری نداشته باشد .در مقابل یک مرد نیز ممکن است از کت و کمربند صرف نظر کند. یک رابطه سریع بین یک زوج دگرجنسگرا معمولاً تنها میل جنسی مرد را برآورده می کند.
سکس سریع ممکن است میل جنسی نابرابر را در یک رابطه حل کند.اما اگر به تنها شکل رابطه جنسی تبدیل شوند و فقط مردان رضایت جنسی را دریافت کنند، ممکن است این رابطه آسیب ببیند.  جوئل بلاک ، نویسنده و روانشناس، پیشنهاد کرده است که سکس‌سریع ، بخشی ضروری از یک رابطه است، اما راه های عملی را برای هر دو طرف پیشنهاد می کند تا از این تجربه لذت ببرند.

## سکس سریع از دیدگاه اسلام
سکس سریع در اسلام نهی شده‌است. در حدیثی از پیامبر اسلام، محمد بن عبدالله نقل شده که؛ «وقتی کسی قصد نزدیکی با همسرش را داشت، مانند پرندگان به نزد او نرود، بلکه اول با او ملاعبه و شوخی نماید و به اندازه کافی صبر کند، تا زن به مرحله لذت جنسی برسد و سپس با او جماع گردد.»
و در حدیثی دیگر جعفر بن محمد گفته‌است؛ «برخی از شما نزد همسرش می‌رود و به سرعت کار خویش را تمام می‌کند بدون این‌که همسرش را ارضا نماید - به‌طوری که اگر زن در همان حال یک سیاه زنگی را ببیند، دوست دارد به او متوسل شود تا ارضا گردد - پس اگر شما قصد آمیزش با همسرانتان را داشتید، در آمیزش عجله نکنید، بلکه بایستی مدّتی را به بازی سرکنید، که این آمیزش را زیباتر و نیکوتر می‌نماید.»